# Тернер, Сэмюэл
Сэмюэл Тернер (англ. Samuel Turner; 19 апреля 1759 года, Глостершир, Англия — 2 января 1802 года, Лондон) — посланник Британской Ост-Индской компании, совершивший путешествие в Тибет и Бутан в 1783 - 1784 годах. Был двоюродным братом первого британского губернатора Индии Уоррена Гастингса.

## Биография

### Ранняя жизнь
Отец Тернера, Джон, был торговцем в Глостере, его матерью была Энн Уоррен, чья сестра Хестер была матерью Уоррена Гастингса. Гастингс, первый генерал-губернатор Индии, таким образом был двоюродным братом Тернера.
С 1780 года Сэмюэл Тернер служил в Британской Индии, первым его званием был энсин. 8 августа 1781 года он был произведён в лейтенанты.

### Путешествие в Тибет
В феврале 1782 года, когда в штаб-квартиру Ост-Индской компании в Калькутте поступила весть о реинкарнации Панчен-ламы, Уоррен Гастингс предложил направить миссию в Тибет с поздравительным посланием, направленным на укрепление дружественных отношений, установленных Джорджем Боглем во время его визита в Тибет в 1774 году. И Богль, и предыдущий, шестой Панчен-лама Лобсанг Палден Еше скончались за несколько лет до этого. Теперь, когда в 1782 году Гастингс узнал, что возрождение Панчен-ламы было найдено, он воспользовался возможностью снова вступить в контакт с тибетцами. Его целью было вести торговлю в Гималайском районе и, возможно, найти сухопутный путь в Китай. С согласия Совета директоров Компании, Тёрнер был назначен начальником Тибетской миссии 9 января 1783 года, его коллега и знакомый лейтенант Сэмюэл Дэвис, который был художником-любителем, был назначен чертёжником и геодезистом; врачом был Роберт Сондерс. Следуя по маршруту Богля, Тёрнер приехал в Бутан в июне 1783 года и пробыл во дворце правителя Бутана Джимге Сэнгье до 8 сентября того же года. Сэмюэл Дэвис не смог продолжить путешествие по состоянию здоровья. Затем Тёрнер и Дэвис отправились в монастырь Ташилунпо, Шигадзе, провинция У-Цанг. Там их встретил регент регент Соопоон Чоомбоо, и, по словам Тёрнера, отнёсся к путешественникам в высшей степени уважительно. В конце концов Тёрнеру удалось попасть на аудиенцию с младенцем Панчен-ламой, она состаялась 4 декабря. В начале 1784 года Тёрнер вернулся в ставку генерал-губернатора в Патне, и сообщил, что, хотя он и не смог посетить столицу Тибета Лхасу, он получил обещание, что британские торговцы, отправленные в Тибет из Индии, будут всячески поощряться. За свои усилия в Бутане и Тибете Тёрнер получил от Ост-Индской компании 500 фунтов стерлингов.

### После путешествия
Всю свою военную карьеру Сэмюэл Тернер провёл в Индии, за исключением поездки в Тибет. Он отличился при первой осаде Серингапатама в 1792 году, командуя отрядом гвардейской кавалерии генерал-губернатора лорда Корнуоллиса, а затем выполнял миссию при дворе Типу Султана. Получил звание капитана в 1796 и звание капитана полка в 1799 году, служил в 3-м европейском полку ОИК. Он накопил большое состояние в Индии и в 1798 году вернулся на родину, где вышел на пенсию в 1800 году и купил загородное поместье в Глостершире. После публикации своего отчёта о поездке он получил степень почётного доктора Оксфордского университета и стал членом Лондонского королевского общества в 1801 году. 21 декабря 1801 года его поразил инсульт. Тернер скончался 2 января следующего года, наследство отошло его сёстрам.

## Наследие
Тернер был автором "Отчета о посольстве ко двору Тешу-ламы в Тибете, содержащего рассказ о путешествии по Бутану и части Тибета" (англ. An Account of an Embassy to the Court of the Teshoo Lama in Tibet, containing a Narrative of a Journey through Bootan and part of Tibet}, который был опубликован в Лондоне в 1800 году. Французский перевод, опубликованный в Париже, последовал в том же году, затем немецкие переводы в Берлине и Гамбурге в следующем году. Эта книга была первым отчетом о посещении Тибета британцем, поскольку рассказы Богля и Мэннинга были опубликованы только в 1875 году.